# بریتنی: ویدئوها
بریتنی: ویدئوها (به انگلیسی: Britney: The Videos) یک مجموعه از ویدئو خانگی از خواننده آمریکایی بریتنی اسپیرز است که در 20 نوامبر 2001 توسط جایو رکوردز منتشر شد.در این آلبوم سه موزیک ویدئو از سومین آلبوم استدیویی بریتنی به نام های "من برده هستم برای تو" , "من یک دختر بچه نیستم اما هنوز یک زن هم نشدم" و "نگذارید من آخرین کسی باشم که می‌دانم" و همچنین پشت صحنه حضور بریتنی در فیلم چهارراه (به انگلیسی: crossroads) و در پایان نیز اجرای زنده ترانه "من برده هستم برای تو" توسط بریتنی در مراسم ام تی وی است.این ویدئو مقام اول در آمریکا و همچنین دو مقام پلاتینیوم به دست آورد. سیصد هزار نسخه از این ویدئو در سراسر جهان به فروش رفت.